# Akjoujt (departement)
Akjoujt är ett departement i Mauretanien.   Det ligger i regionen Inchiri, i den västra delen av landet, 230 km norr om huvudstaden Nouakchott.